# カレン・ケムナー
カレン・ケムナー（Caren Marie Alexius Kemner、1965年4月16日 - ）は、アメリカ合衆国の元女子バレーボール選手。元アメリカ合衆国代表。

## 来歴
イリノイ州クインシー出身。アリゾナ大学卒。現在はカルバー・ストックトン大学で監督を務めている。
1985年3月にアメリカ合衆国女子代表に初選出され、1992年のバルセロナオリンピックにおいて銅メダルを獲得した。2013年10月にバレーボール殿堂入りの栄に浴した。
日本のVリーグでもダイエー・オレンジアタッカーズで2シーズンプレーしたことがあり、1994年度の第1回Vリーグではチーム優勝に貢献した。

## 球歴
- 三大大会出場歴
  - オリンピック - 1988年（7位）、1992年（銅メダル）、1996年（7位）
  - 世界選手権 - 1986年（10位）、1990年（銅メダル）
  - ワールドカップ - 1991年（4位）、1995年（8位）
- その他国際大会出場歴
  - NORCECA選手権 - 1985年（銀メダル）、1987年（銀メダル）、1991年（銀メダル）、1993年（銀メダル）

## 受賞歴
- 米国オリンピック委員会 女性年間ベストアスリート（バレーボール）- 1986-1988年、1990-1992年
- 1987年 - NORCECA選手権 MVP
- 1991年 - ワールドカップ MVP

## 参考
- カレン・ケムナー - Olympedia（英語）
- US Olympic Team
- Profile